# Docheok-myeon
Docheok-myeon (koreanska: 도척면) är en socken i kommunen Gwangju i provinsen Gyeonggi i den norra delen av Sydkorea, 40 km öster om huvudstaden Seoul.